# Clipping Level
Der Clipping Level ist eine Maßeinheit für die Sicherheit gegen Oberflächendefekte und damit gegen Schreib- und Lesefehler bei Disketten. Der Clipping Level wird in Prozent angegeben und bezeichnet die Fähigkeit, die magnetische Anordnung (und damit den Inhalt der Diskette) aufrechtzuerhalten.
Disketten von guter Qualität haben einen Clipping Level im Bereich von 65–70 %. Niedrigere Werte, vor allem unter 55 %, stehen für eine geringe Qualität. Einzelne Herstellerfirmen warben in den 1990er-Jahren im Namen ihrer Disketten damit, dass jene einen Clipping Level von 80 % besitzen würden.